# Titularbistum Curubis
Curubis (ital.: Curubi) ist ein Titularbistum der römisch-katholischen Kirche.
Es geht zurück auf einen untergegangenen Bischofssitz in der gleichnamigen antiken Stadt, die in der römischen Provinz Africa proconsularis (heute nördliches Tunesien) lag. Der Bischofssitz war der Kirchenprovinz Karthago zugeordnet.
| Titularbischöfe von Curubis |                                                        | |                   |                    |
| Nr.                         | Name                                                   | Amt | von               | bis                |
| 1                           | Paul-Marie Dumond CM                                   | Apostolischer Vikar von Küsten-Chi-Li Apostolischer Administrator von Kanchow Apostolischer Vikar von Kanchow Apostolischer Vikar von Nanchang (Republik China) | 2. Mai 1912       | 19. Februar 1944   |
| 2                           | Joseph-Paul Strebler SMA                               | Apostolischer Vikar von Lomé (Togo) | 8. November 1945  | 14. September 1955 |
| 3                           | Rafael Valladares y Argumedo                           | Weihbischof in San Salvador (El Salvador) | 18. August 1956   | 31. August 1961    |
| 4                           | Paul Grégoire                                          | Weihbischof in Montréal (Kanada) | 26. Oktober 1961  | 20. April 1968     |
| 5                           | Eugène-Jean-Marie Polge Titularerzbischof pro hac vice | Koadjutorerzbischof von Avignon-Apt, Cavaillon, Carpentras, Orange und Vaison (Frankreich)                                                                      | 25. April 1968    | 25. Juni 1970      |
| 6                           | Jean Cuminal                                           | Weihbischof in Besançon (Frankreich) | 2. Januar 1975    | 6. Mai 1982        |
| 7                           | Emerson John Moore                                     | Weihbischof in New York (USA) | 3. Juli 1982      | 14. September 1995 |
| 8                           | Walter Pérez Villamonte                                | Weihbischof in Sucre (Bolivien) | 16. Dezember 1995 | 7. März 1998       |
| 9                           | Claudio Silvero Acosta SCI. di Béth.                   | Weihbischof in Encarnación (Paraguay) | 26. März 1998     |                    |